# Bamburgh Castle (parish)
Bamburgh Castle var en civil parish 1866–1955 när det uppgick i Bamburgh, i grevskapet Northumberland i England. Civil parish var belägen 21 km från Wooler och hade 18 invånare år 1951.